# Beornia brevigaster
Beornia brevigaster är en stekelart som beskrevs av Boucek 1988. Beornia brevigaster ingår i släktet Beornia och familjen finglanssteklar.
Artens utbredningsområde är Papua Nya Guinea. Inga underarter finns listade.